# George Baring
Pour les articles homonymes, voir Baring.
Konrad Ludwig Georg Baring (8 mars 1773 à Hanovre - 27 février 1848 à Wiesbaden) était le major commandant le bataillon de la King's German Legion qui défendait La Haye Sainte durant la bataille de Waterloo.